# Kanton Douvres-la-Délivrande
Douvres-la-Délivrande is een voormalig kanton van het Franse departement Calvados. Het kanton maakte deel uit van het arrondissement Caen. Het werd opgeheven bij decreet van 17 februari 2014, met uitwerking op 22 maart 2015. De gemeenten werden opgenomen in het kanton Courseulles-sur-Mer, met uitzondering van Hermanville-sur-Mer en Lion-sur-Mer die werden toegewezen aan het kanton Ouistreham.

## Gemeenten

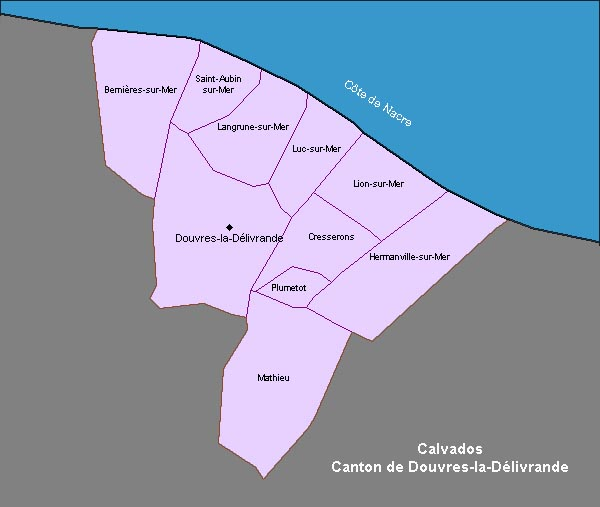
Ligging van gemeenten in het kanton

Het kanton Douvres-la-Délivrande omvatte de volgende gemeenten:
- Bernières-sur-Mer
- Cresserons
- Douvres-la-Délivrande (hoofdplaats)
- Hermanville-sur-Mer
- Langrune-sur-Mer
- Lion-sur-Mer
- Luc-sur-Mer
- Mathieu
- Plumetot
- Saint-Aubin-sur-Mer